# Plestiodon inexpectatus
Plestiodon inexpectatus (південно-східний п'ятисмугий сцинк) — вид сцинкоподібних ящірок родини сцинкових (Scincidae). Ендемік США.

## Поширення і екологія
Південно-східні п'ятисмугі сцинки поширені на південному сході США, від південного Меріленду на південь до Флоридського півострова і островів Флорида-Кіста на захід до Кентуккі, Теннессі, Міссісіпі і східної Луїзіани. Відсутні на більшій частині Аппалачів. Вони живуть в соснових і кипарисових лісах, серед чагарників, на піщаних островах і узбережжях, серед опалого листя і повалених дерев. Живляться кониками та іншими комахами. Відкладають яйця, в кладці від 6 до 12 яєць.